# Anne Christin Wietfeld
Anne Christin Wietfeld (* 1982) ist eine deutsche Rechtswissenschaftlerin.

## Leben
Sie studierte Rechtswissenschaft an der Universität Bielefeld. Ebenda promovierte sie 2009 und habilitierte sich im Mai 2019. Im Sommersemester 2019 und im Wintersemester 2019/2020 nahm sie eine Lehrstuhlvertretung an der Ruhr-Universität Bochum wahr. Am 1. April 2021 wurde sie zur Professorin für Bürgerliches Recht und Arbeitsrecht an der Universität Greifswald ernannt. Im April 2024 wechselte sie auf den Lehrstuhl für Bürgerliches Recht und Arbeitsrecht an die Universität Münster, wo sie gleichzeitig geschäftsführende Direktorin des Instituts für Arbeits-, Sozial- und Wirtschaftsrecht wurde.
Ihre Forschungsschwerpunkte liegen im Bürgerlichen Recht, im Arbeits- und Sozialrecht sowie in der Methodenlehre.

## Schriften (Auswahl)
- Die rechtliche Stellung von Arbeitnehmeraußenseitern im Spartenarbeitskampf. Baden-Baden 2010, ISBN 978-3-8329-5772-8.
- mit Tim Husemann (Hg.): Zwischen Theorie und Praxis – Herausforderungen des Arbeitsrechts. Dokumentation der 5. Assistententagung im Arbeitsrecht vom 16.–17.07.2015.  	Baden-Baden 2015, ISBN 3-8487-2193-7.
- Bereichsverweisungen auf Rückabwicklungssysteme im Bürgerlichen Gesetzbuch. Eine systematische Analyse. Tübingen 2020, ISBN 3-16-159078-3.